# Barkel-kvartetten
Barkel-kvartetten var en stråkkvartettensemble, grundad 1928 av Charles Barkel på 1:a violin. Andra medlemmar var Per Carlsten senare Sven Karpe på 2:a violin, Einar Grönwall senare Sven-Erik Bäck på altviolin och Folke Bramme på altviolin.